# Знаменская (Московская область)
Зна́менская — деревня в муниципальном округе Егорьевск Московской области России.

## География
Деревня Знаменская расположена в северо-восточной части муниципального округа Егорьевска, примерно в 16 километрах к северо-востоку от города Егорьевска. В 5 километрах к югу от деревни протекает река Поля. Высота над уровнем моря 147 метров.

## Название
В конце XV века деревня упоминается как Жашково. Название связано с некалендарным личным именем Жашко. Со второй половины XVIII века в связи со строительством церкви Знамения Пресвятой Богородицы селение получило название Знаменское.

## История
До отмены крепостного права в России крестьяне села принадлежали помещикам Леоновым, Попову, Поповой и Рахмановой. Кроме того, в селе была одна община полных собственников, выкупивших землю у помещицы Фёдоровой в 1854 году. После 1861 года деревня вошла в состав Старо-Василевской волости Егорьевского уезда.
В 1926 году село входило в Знаменский сельсовет Поминовской волости Егорьевского уезда.
До 1994 года Знаменская входила в состав Саввинского сельсовета Егорьевского района, а в 1994—2006 годы — Саввинского сельского округа.
До 2015 года входила в состав сельского поселения Саввинское.
В 2015 году вошла в состав городского округа Егорьевск, образованного в том же году путём упразднения Егорьевского района и объединения всех его поселений в единый городской округ.

## Коммуникации
Деревня электрифицирована, но не газифицирована. Центральное водоснабжение отсутствует, однако для подачи холодной воды установлена водоразборная колонка.

## Демография
В 1885 году в деревне проживало 626 человек, в 1905 году — 625 человек (280 мужчин, 345 женщин), а в усадьбе церковного причта 30 человек (14 мужчин и 16 женщин), в 1926 году — 714 человек (323 мужчины, 391 женщина). По переписи 2002 года — 70 человек (24 мужчины, 46 женщин). Население — 67 человек (2010).
| 1859 | 1868 | 1885 | 1905 | 1926 | 2002 | 2006 |
| ---- | ---- | ---- | ---- | ---- | ---- | ---- |
| 478  | ↘431 | ↗626 | ↗655 | ↗714 | ↘70  | ↘64  |
| 2010 |      |      |      |      |      |      |
| ↗67  |      |      |      |      |      |      |